# Sachsenmühle
Sachsenmühle ist ein Gemeindeteil des Marktes Gößweinstein im Landkreis Forchheim (Oberfranken, Bayern).

## Geografie
Der Weiler liegt in der Wiesentalb etwa zwei Kilometer westnordwestlich des Ortszentrums von Gößweinstein auf 318 m ü. NHN.

## Geschichte
Bis zum Beginn des 19. Jahrhunderts unterstand Sachsenmühle der Landeshoheit des Hochstifts Bamberg und lag im Vogteibezirk des Amtes Gößweinstein, dem als Vogteiamt die Ausübung der Dorf- und Gemeindeherrschaft zustand. Als das Hochstift Bamberg infolge des Reichsdeputationshauptschlusses 1802/03 säkularisiert und unter Bruch der Reichsverfassung vom Kurfürstentum Pfalz-Baiern annektiert wurde, wurde Sachsenmühle ein Teil der bei der „napoleonischen Flurbereinigung“ in Besitz genommenen neubayerischen Gebiete.
Durch die Verwaltungsreformen zu Beginn des 19. Jahrhunderts im Königreich Bayern wurde Sachsenmühle mit dem Zweiten Gemeindeedikt 1818 ein Teil der Ruralgemeinde Leutzdorf. Im Zuge der Gebietsreform in Bayern wurde Sachsenmühle mit der Gemeinde Leutzdorf zu Beginn des Jahres 1974 nach Gößweinstein eingemeindet. 2022 zählte Sachsenmühle einen Einwohner.

## Verkehr
Die Bundesstraße 470 führt am nördlichen Ortsrand vorbei, von ihr zweigt die südwestlich des Weilers vorbeiführende Staatsstraße 2191 ab. Vom ÖPNV wird der Weiler an einer Haltestelle der Buslinie 389 des VGN bedient. Der nächstgelegene Bahnhof, der Endbahnhof der Wiesenttalbahn, befindet sich in Ebermannstadt,  .